# 선량
선량(線量)은 물질이나 생명체가 받는 방사선의 양으로, 방사선속의 물리적인 세기, 그것을 모두 합친 에너지, 이온화 작용의 세기 이외에 쬐는 물체에 흡수되는 에너지나 쬐는 생물체에 주는 효과의 비교 따위를 여러 가지 방법으로 나타낸다.

이온화 방사선의 SI 선량단위 관계도

## 방사선량
방사선량(放射線量, radiation dose)은 방사선에 피폭된 생체나 물질에 흡수된 에너지의 양으로, 물질이나 조직에 대한 방사선의 작용 정도를 나타낸다.

## 흡수선량
흡수선량(absorbed dose)은 어떤 물체에 방사선의 에너지가 매질에 흡수된 정도를 나타내는 단위로, 물질의 단위 질량당 방사선의 에너지양이다.

### 그레이
그레이는(gray, Gy)는 SI 단위로 다음과 같이 쓰며, 매질 1kg에 1Joule이 흡수되면 1Gy가 된다. 구 단위로는 라드(Rad, 1Gy=100rad)를 사용하였다.
- 1 Gy = 1 J/kg = 100 cGy = 100 rad

## 등가선량
등가선량(dose equivalent) 또는 선량당량은 방사선의 생물학적 효과를 나타내는 것으로 방사선의 종류와 에너지에 따라 생물에 미치는 방사선 영향이 각각 다르므로 흡수선량에 방사선가중치를 고려한다. 등가선량의 표준단위는 시버트(Sievert, Sv)를 사용하며, 구 단위로는 렘(Rem, 1Sv = 100rem)단위를 사용하였다.

### 그레이와 시버트 관계
- (흡수선량, Gy)×(선질계수, Q)×(보정인자, N) = (선량당량, Sv)
  - 선질 계수(Q): 생물학적 효과비율(RBE)를 기반으로 하고 (X선, γ선, β선의 선질 계수 Q=1),
  - 보정인자(N): 체내에 침적된 동위원소의 불균등 분포에 의한 신체 부위별 상대적인 효과 차이를 보정해 주기 위한 값.

## 조사선량
조사선량(照射線量)은 어떤 장소에서의 엑스선이나 감마선이 공기 중에서 이동하면서 만드는 양이온 또는 전자에너지양이다.
- 공기의 단위 질량당 생성된 총 전하량을 Coulomb/kg으로 표시하며, 표준단위 채택이전에는 렌트겐(Roentgen, 1R=2.58x10-4>C/kg) 단위를 사용하였다.[1]

## 유효선량
유효선량(effective dose)은 인체에 미치는 방사선영향을 나타내는 것으로 신체의 조직 및 장기에 따라 방사선 영향이 각각 다르므로 등가선량에 조직가중치를 고려하게 된다. 단위는 등가선량과 동일하다.

## 선량계
방사선 선량계는 흡수선량을 계측하는 장비를 말한다. 방사선은 사람의 감각으로는알 수 없어 장비를 이용해야 하는데, 이 장비는 방사선이 물질과 상호작용을 하여 변화하는 물리량을 측정하는 것을 원리로 한다. 입사 방사선과 센서 사이의 상호작용으로는 전리, 여기, 형광, 화학 작용 따위가 있다.
- 전리 이온함(ionization chamber): 방사선이 기체를 지날 때 기체를 이온화시키는 전리작용을 이용
- 비례계수관 (proportional counter)
- 가이거 계수관(Geiger counter)
- 반도체 검출기(semiconductor diode detector)
- 화학선량계(Fe 선량계, Ce 선량계): 방사선의 분자해리작용 이용
- 섬광 계수관(scintillation counter): 방사선에 의해 발생되는 섬광 이용
- 열형광 선량계(Thermoluminescence Dosimeter)
- 유리 선량계
- 광센서 선량계: 광섬유를 이용